# Eutanásia voluntária
A eutanásia voluntária ocorre quando a morte sem sofrimento de uma pessoa é provocada a seu pedido, para pôr fim a um padecimento irremediável e insuportável. A eutanásia voluntária (VE) e o suicídio assistido por médico (em inglês, physician-assisted suicide, PAS) têm sido alvo de intensa discussão nos últimos anos.
Certas formas de eutanásia voluntária são permitidas na Bélgica, Colômbia, Luxemburgo, Holanda, e Canadá.

## Definição
A recusa voluntária de alimentos e líquidos (em inglês, Voluntary Refusal of Food and Fluid, VRFF), também chamada parada voluntária na ingestão de comida e bebida (em inglês, Voluntarily Stopping Eating and Drinking, VSED) ou recusa do paciente à nutrição e à hidratação (em inglês, Patient Refusal of Nutrition and Hydration, PRNH) está no limite da eutanásia.